# Hotel Kurhaus am Sarnersee

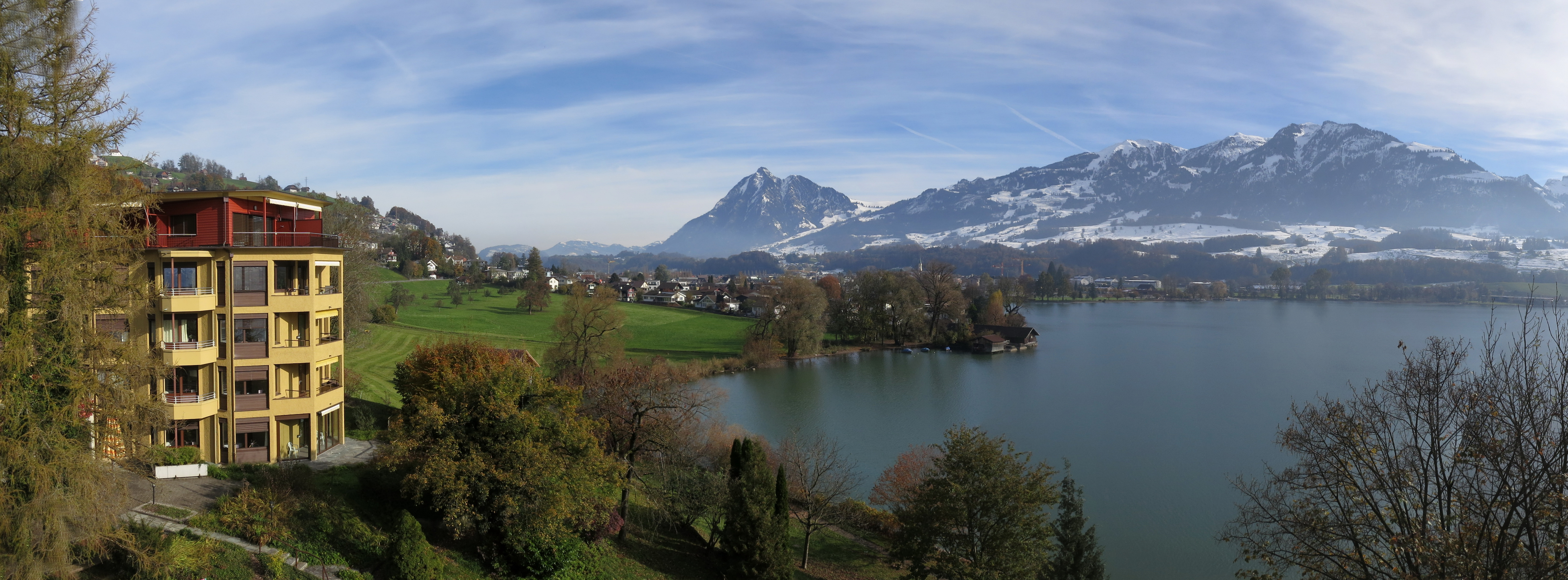
Das Hotel Kurhaus am Sarnersee

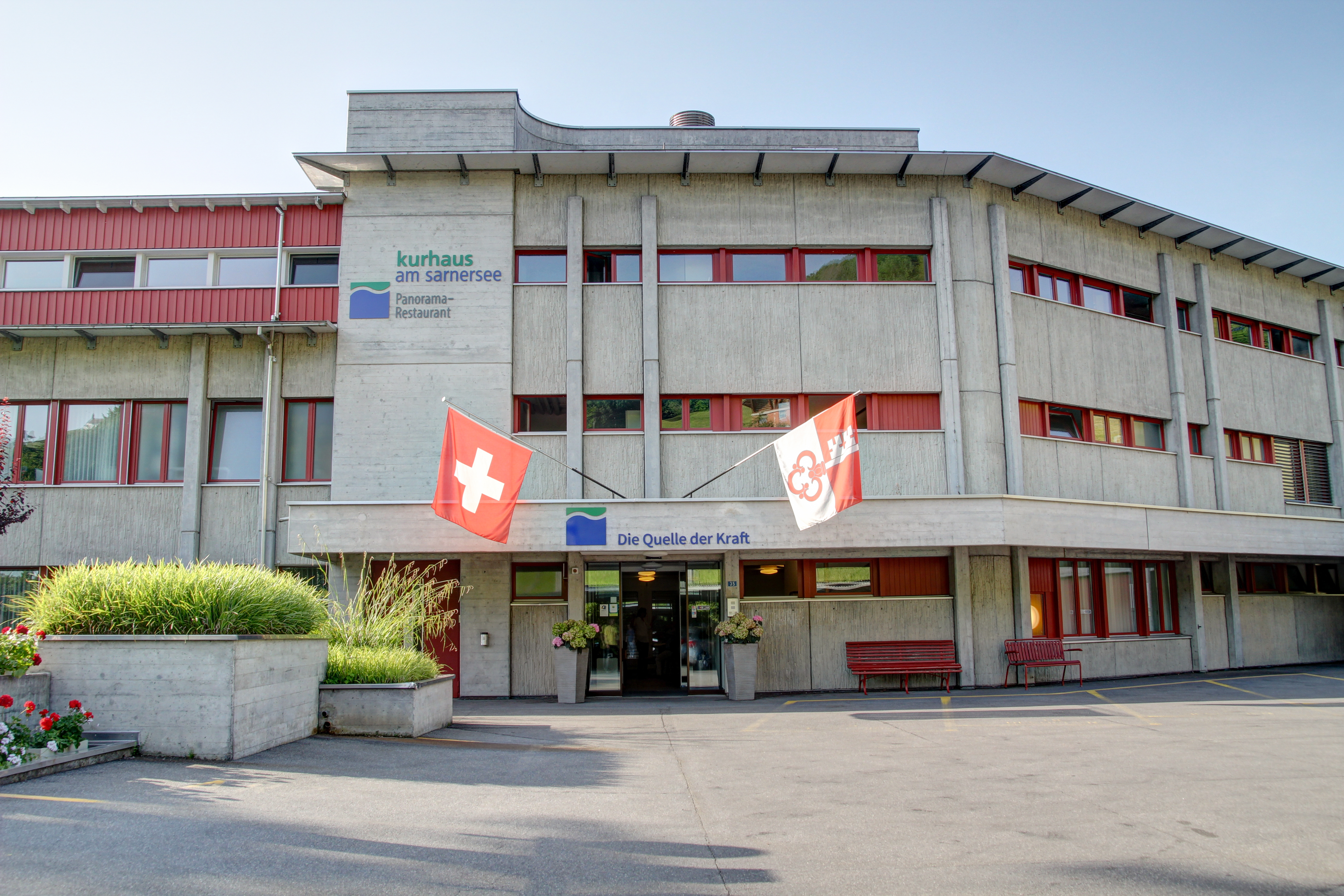
Eingangsbereich des Hotels

Luftaufnahme von 1949, unten links der damalige Zustand der Anlage als «Bruderklausenhof»

Das Hotel Kurhaus am Sarnersee ist ein Kur-Hotel in Wilen am Sarnersee im Kanton Obwalden. Es hat eine lange Geschichte als Trinkerheilanstalt, Pension, landwirtschaftliche Schule, Schule für Krankenpflege und Kurhaus. Das Hotel Kurhaus umfasst 60 Zimmer, Seminar- und Banketträume, eine Cafeteria und ein Panorama-Restaurant.

## Geschichte
Der Grundstein wurde 1899 gelegt. Die Geschichte dieser Liegenschaft zeigt sich in deren Namensgebung im Verlaufe der Zeit: Heimwesen «Flüeli» («Vorderes Flüeli»), Trinkerheilanstalt, Pension Vonderflüh, Bruderklausenhof und Kurhaus am Sarnersee. Das Heimwesen «Flüeli» war im Besitz von Peter Anton Ming, der hier auch seine erste Arztpraxis führte. Mit seiner Unterstützung eröffnete der Schweizerische Katholische Piusverein 1899 die Pension «Vonderflüh», eine Heilstätte für Alkoholkranke. Im gleichen Jahr wurde auch der Neubauunterhalt der Wilerstrasse erstellt, später eine Kapelle für die seelsorglichen Bedürfnisse der Anstalt, ein Treibhaus für die grosse Gärtnerei, zwei Dörröfen und das Werkhaus am See. Hauptsächlich männliche Kuranten aus der Schweiz suchten in der Pension «Vonderflüh» Heilung vom damals stark verbreitetem Alkoholismus. Die Patienten wurden im Rahmen ihrer Entziehungskur mehrheitlich in der Landwirtschaft oder auch im Steinbruch an der Giglenstrasse beschäftigt, zudem gab es in den Gebäuden am See eine Druckerei, eine Schreinerei und eine Schmiede.
Die Stiftung «Katholischer Heilstätteverein ‹Vonderflüh›» kaufte 1920 den Betrieb zu einem bescheidenen Preis. Das Unternehmen hatte aber immer mit finanziellen Schwierigkeiten zu kämpfen. 1952 wurde die ganze Liegenschaft des vorderen Flüeli durch den Sarner Schwesternverein erworben, und zugleich erfolgte die Umbenennung auf «Bruderklausenhof».
Der Ursprung der Sarner Schwestern geht auf den Landarzt Julian Stockmann zurück, der 1903 in Sarnen eine Pflegerinnenschule gründete, um die häusliche Krankenpflege zu verbessern. 1914 erfolgte die Gründung des Sarner Pflegerinnenvereins. Nach dem Tode der Mitbegründerin des Vereins, Bertha Stockmann-Durrer, übernahmen die Töchter des Gründerehepaars, Marie-Theres, Edith und Dora Stockmann, die Leitung der Schule. Die Zahl der beruflich tätigen Sarner Schwestern stieg bis Mitte vierziger Jahre auf rund 300. Bedeutungsvoll war 1949 die staatliche Anerkennung als Familienpflege durch die Sanitätsdirektorenkonferenz. Mit dem Kauf des «Bruderklausenhofes» kam man 1952 zu einem eigenen Schul- und Verwaltungsgebäude und mit dem landwirtschaftlichen Vertrieb zu späteren Erweiterungsmöglichkeiten. In diesem Landwirtschaftsbetrieb wurde von 1957 bis 1973 auch die erste landwirtschaftliche Schule von Obwalden geführt.
Auf Initiative von Heinrich Stockmann (Sohn von Julian Stockmann) erfolgte 1971 die Gründung der Interkantonalen Stiftung «Schule für Krankenpflege» und ein Teil der Liegenschaften unterhalb der Wilerstrasse gingen in deren Besitz über. Der gesamte Landwirtschaftsbetrieb und das Bauernhaus (heute mit dem Namen «Bergblick») blieben weiterhin im Eigentum des Sarner Schwesternvereins und dessen Pensionskasse. Nach dem Auszug der Landwirtschaftsschule beherbergte das Haus einige Jahre Gastarbeiter und später die «Wärchstube». 1983 entschied sich der Schwesternverein nach harten Diskussionen über Renovation oder Neubau für den Erhalt und die umfassende Sanierung des traditionsreichen Hauses.
1971 wurde durch die Stiftung «Schule für Krankenpflege» das neue grosse Schulgebäude unterhalb der Wilerstrasse erstellt. Hier stehen jährlich über 800 Schüler aus der ganzen Schweiz in der Ausbildung für Gemeindekrankenpflege. Das dreijährige Ausbildungsprogramm fand 1987 die Anerkennung durch das Schweizerische Rote Kreuz. Eine Erweiterung des Aufgabenbereiches erfolgte 1990 mit der Schaffung des neuen Betriebszweiges für Beratung in Gemeindekrankenpflege.
Auch das Erscheinungsbild der Gebäulichkeiten änderte sich in den letzten Jahren immer wieder. So wurde das Haus am See renoviert und anfangs 1994 blieb das Hauptgebäude zwecks Sanierungsarbeiten während Monaten in einer Plastikhülle verpackt. Mit der Aufstockung des Dachgeschosses wurden zehn Appartements für Dauergäste eingerichtet. Im Sommer 1993 wurde der «Bruderklausenhof» zu «Kurhaus am Sarnersee» umbenannt.
1980 kam bereits das zweite Haus – das Gästehaus hinzu. Dort fand das der Schule angegliederte Kurhaus seinen Platz. 1994 beherbergte es rund 21 000 Übernachtungen, davon 52 % rekonvaleszente Kurgäste und 48 % Feriengäste.
Wegen strukturellen Änderungen in der schweizerischen Ausbildung für Gesundheitswesen musste 2010 die Schule und mit ihr auch das Kurhaus geschlossen werden.
Daraufhin analysierten die Mitglieder des Stiftungsrats des Alters- und Pflegeheims Residenz Am Schärme Sarnen eine Weiterführung des Kurhauses unter ihrer Leitung. Nach erfolgreichen Verhandlungen mit der Besitzerin, der Interkantonale Spitex-Stiftung, fusionierten die beiden Stiftungen am 25. April 2012 zur Stiftung Zukunft Alter – Wohnen und Betreuung.
Die Wiedereröffnungsfeier des Kurhauses fand am 12. April 2012 statt. Es wurden Renovations- und Sanierungsmassnahmen durchgeführt, das ehemalige Schulgebäude wurde für den Hotel- und Kurbetrieb umgebaut.